# Herrschaft Schwarzenberg (Klettgau)
Unter der Herrschaft Schwarzenberg (auch als gefürstete Landgrafschaft Klettgau bezeichnet) versteht man die vom Haus Schwarzenberg in der Person des Fürsten Ferdinands zu Schwarzenberg 1687 von den Grafen von Sulz geerbte Landgrafschaft Klettgau, die 1694 von Kaiser Leopold I. zur gefürsteten Landgrafschaft erhoben wurde. Die Landesherrschaft der Fürsten zu Schwarzenberg endete 1806 mit der Mediatisierung; die Grundherrschaft derer von Schwarzenberg endete 1812 mit dem Verkauf der standes- und grundherrlichen Rechte an das Großherzogtum Baden. Sitz der Herrschaft war das Schloss Tiengen, zeitweise auch das Schloss Jestetten.

## Reichsrechtliche Stellung
Die gefürstete Landgrafschaft hatte keinen direkten Sitz im Reichsfürstenrat, sondern einen auf der schwäbischen Grafenbank im Reichsfürstenkollegium, d. h. der jeweilige Fürst konnte nur indirekt über die Grafenbank Einfluss nehmen – er hatte eine Kuriatsstimme. Die vom Kaiser empfohlene Aufnahme in das Reichsfürstenkollegium mit eigenem Sitz und eigener Stimme (Virilstimme) erfolgte nicht.
Im schwäbischen Reichskreis hingegen erhielt Schwarzenberg wegen Klettgau eine Virilstimme auf der Fürstenbank, wofür man jedoch eine Erhöhung des Kreisanschlags akzeptieren – also mehr Geld für die Aufgaben des Reichskreises bezahlen – musste. In den zeitgenössischen Publikationen wird die Stimme meist „Schwarzenberg wegen Klettgau“ benannt.
Das Haus Schwarzenberg hatte unabhängig vom Klettgau seit 1674 die 91. Stimme (Virilstimme) im Reichsfürstenrat und eine Kuriatsstimme im fränkischen Grafenkollegium wegen der Herrschaft Seinsheim.

## Wappen
Das Wappen der Freiherren von Seinsheim (später Schwarzenberg benannt) bestand ursprünglich aus einem silbernen Schild mit blauen Streifen. 1599 ergänzte Graf Adolf von Schwarzenberg sein Wappen um einen Türkenkopf, dem ein Rabe die Augen aushackt.
1688 erhielten die Fürsten von Schwarzenberg nach der sulzischen Erbschaft das Recht, deren Titel zu führen und das Wappen um die drei roten Spitzen aus dem Wappen der Grafen von Sulz zu ergänzen. Die brennende Fackel repräsentiert die Herrschaft Brandis; das Herzschild zeigt einen Turm auf einem schwarzen Berg und drei goldene Garben – das Wappen des eigentlichen Fürstentums Schwarzenberg.
Der Wahlspruch des Hauses Schwarzenberg lautete „Nil Nisi Rectum“, was sinngemäß „Entweder richtig oder gar nicht“ bedeutet.

## Das Ende der schwarzenbergischen Herrschaft im Klettgau
Während die napoleonische Neuordnung des deutschen Südwestens bereits begonnen hatte und die Landgrafen von Klettgau ihre Hoheitsrechte über die zu Zürich und Schaffhausen gehörigen Orte des Klettgaus 1801/03 bereits verloren hatten, handelten die Schwarzenberg mit den Fürstenberger Nachbarn 1806 noch einen Vertrag über die Ablösung fürstenbergischer Rechte im Raum Tiengen aus.
Die Rheinbundakte hatte 1806 die Mediatisierung der Herrschaft Schwarzenberg zur Folge, die Landeshoheit über das gesamte Gebiet fiel an das Grossherzogtum Baden.
1812 verkaufte Fürst Joseph von Schwarzenberg auch die standes- und grundherrlichen Rechte an das Großherzogtum Baden.

## Wirtschaft
Ackerbau, Viehzucht und Forstwirtschaft bildeten die wirtschaftliche Grundlage – Manufakturen gab es keine. In der Stadt Tiengen wurde in geringem Umfang Handel getrieben.

## Die Fürsten
Die Landesherren führten den Titel „Fürst zu Schwarzenberg, gefürsteter Graf im Klettgau, Graf zu Sulz, des heiligen-römischen Reichs Erbhofrichter zu Rottweil“.
|                                   | Name (Lebensdaten)                                                   | Regierungszeit | Anmerkungen |
| --------------------------------- | -------------------------------------------------------------------- | -------------- | --- |
|                                   | Ferdinand zu Schwarzenberg (* 23. Mai 1652; † 22. Oktober 1703)      | 1687–1703      | heiratete 1674 Maria Anna Gräfin von Sulz und konnte so die Landgrafschaft von diesem im männlichen Stamm ausgestorbenen Geschlecht erben    |
| Adam zu Schwarzenberg             | Adam zu Schwarzenberg (* 25. September 1680; † 11. Juni 1732)        | 1703–1732      | |
| Joseph I. zu Schwarzenberg        | Joseph I. zu Schwarzenberg (* 15. Dezember 1722; † 17. Februar 1782) | 1732–1782      | erließ 1766 „Erbordnung und Recht der gefürsteten Landgrafschaft Klettgau samt zugewandten Herrschaften“                                     |
| Johann I. Fürst von Schwarzenberg | Johann I. zu Schwarzenberg (* 3. Juli 1742; † 5. November 1789)      | 1782–1789      | |
|                                   | Joseph II. zu Schwarzenberg (* 27. Juni 1769; † 19. Dezember 1833)   | 1789–1806      | er verlor 1806 die Landeshoheit; Verkauf von Schloss Tiengen, Schloss Willmendingen und Standesherrschaft am 19. Juli 1812 an das Haus Baden |

## Das Gebiet der Herrschaft
Die Landgrafschaft Klettgau grenzte im Norden an das Fürstentum Fürstenberg (Landgrafschaft Stühlingen) und den Kanton Schaffhausen; im Osten an den Kanton Zürich; im Süden an das Hochstift Konstanz (Kaiserstuhl, Rötteln, Zurzach) und im Westen an die vorderösterreichische Grafschaft Hauenstein.
Sie umfasste die nachfolgend aufgeführten größeren Ortschaften. Insgesamt umfasste das Gebiet um 1800 neben der Stadt Tiengen 11 Pfarrdörfer und 30 weitere kleine Dörfer mit einer Bevölkerung von gesamthaft ca. 9 000 Einwohnern.
| Gemeinde        | Jahr des Erwerbs | Anmerkungen | Wappen |
| --------------- | ---------------- | --- | ------ |
| Tiengen         | 1687             | Von den Grafen von Sulz geerbt; siehe auch Schloss Tiengen, Residenz und Sitz des fürstlich schwarzenbergischen Oberamtes; um 1800 ca. 1300 Einwohner |        |
| Jestetten       |                  | Mit dem heutigen Ortsteil Altenburg; um 1800 ein Pfarrdorf mit ca. 700 Einwohnern |        |
| Schwerzen       |                  | Mit den Dörfern Wutöschingen und Degernau, die Herrschaft Willmendingen war zeitweise umstritten zwischen Fürstenberg und Schwarzenberg. (Horheim und Ofteringen gehörten gerichtlich zum Fürstentum Fürstenberg)                                                                                               |        |
| Oberlauchringen |                  | Unterlauchringen gehörte zur fürstenbergischen Landgrafschaft Stühlingen; die niedere Gerichtsbarkeit gehörte jedoch zur Landgrafschaft Klettgau. Oberlauchringen unterstand dem Landgericht Klettgau. |        |
| Lottstetten     |                  | Pfarrdorf mit ca. 600 Einwohnern um 1800; die heutigen Ortsteile Balm und Nack gehörten ebenfalls zur Herrschaft Schwarzenberg |        |
| Erzingen        |                  | Pfarrdorf mit ca. 850 Einwohnern um 1800 |        |
| Griessen        |                  | Pfarrdorf mit ca. 1050 Einwohnern um 1800 |        |
| Bechtersbohl    |                  | Bechtersbohl bildet heute zusammen mit Dangstetten, Kadelburg mit Ettikon (auch Kadolzburg; die Herrschaft Schwarzenberg hatte hier nur die hohe Gerichtsbarkeit), Küßnach, Reckingen und Rheinheim (Pfarrdorf mit ca. 900 Einwohnern um 1800) die 1975 neu gegründete Gemeinde Küssaberg; siehe auch Küssaburg |        |
| Stetten         |                  | Mit Günzgen; Hohentengen selbst gehörte dem Hochstift Konstanz |        |